# Цигэу, Вьорика
Вьорика Сэндика Цигэу (рум. Viorica Săndica Țigău; род. 12 августа 1979, Галац) — румынская легкоатлетка, специалистка по прыжкам в длину, барьерному бегу, многоборьям. Выступала на профессиональном уровне в 1998—2012 годах, чемпионка Балкан, многократная чемпионка Румынии, участница трёх летних Олимпийских игр.

## Биография
Вьорика Цигэу родилась 12 августа 1979 года в городе Галац, Румыния. Занималась лёгкой атлетикой в Сфынту-Георге, проходила подготовку в местном одноимённом клубе CSM Sf. Gheorghe.
Первого серьёзного успеха на международном уровне добилась в сезоне 1998 года, когда вошла в состав румынской сборной и выступила на юниорском мировом первенстве в Анси, где в зачёте семиборья выиграла бронзовую медаль.
В 2000 году на чемпионате Румынии в Бухаресте одержала победу в прыжках в длину и в беге с барьерами на 100 метров. В этом сезоне установила свои личные рекорды в прыжках в длину и семиборье — 6,85 и 6289 соответственно. Благодаря череде успешных выступлений удостоилась права защищать честь страны на летних Олимпийских играх в Сиднее — в прыжках в длину в финал не вышла, в семиборье заняла итоговое 18-е место.
В 2002 году выиграла прыжки в длину на зимнем чемпионате Балкан в Пирее.
В 2005 году на Кубке Европы во Флоренции стала восьмой в 100-метровом барьерном беге и седьмой в эстафете 4×100 метров.
В 2006 году финишировала шестой в беге на 60 метров с барьерами на Кубке Европы в помещении в Льевене, в прыжках в длину выступила на чемпионате мира в помещении в Москве, соревновалась в нескольких спринтерских дисциплинах на Кубке Европы в Малаге, прыгала в длину на чемпионате Европы в Гётеборге.
В 2007 году в прыжках в длину выступала на чемпионате Европы в помещении в Бирмингеме, в финал не вышла.
В 2008 году превзошла всех соперниц на чемпионате Балкан в Аргос-Орестиконе. Принимала участие в Олимпийских играх 2008 года в Пекине — на предварительном квалификационном этапе прыжков в длину показала результат 6,44 метра, чего оказалось недостаточно для выхода в финал.
В 2009 году в той же дисциплине стартовала на чемпионате Европы в помещении в Турине.
В 2010 году среди прочего прыгала в длину на чемпионате Европы в Барселоне.
В 2011 году участвовала в чемпионате Европы в помещении в Париже, одержала победу в Первой лиге командного чемпионата Европы в Измире.
В 2012 году в прыжках в длину стала седьмой на чемпионате мира в помещении в Стамбуле. На чемпионате Европы в Хельсинки выступила в прыжках в длину и в беге на 100 метров с барьерами. На Олимпийских играх в Лондоне в программе прыжков в длину с результатом 6,21 в финал не вышла. По окончании лондонской Олимпиады завершила спортивную карьеру.